# آریانا (نام)
آریانا یک نام با ریشه ایرانی باستان و اوستایی  است که معمولاً به عنوان نام کوچک دخترانه در کشورهای مختلف به ویژه آمریکا و اروپا استفاده می‌شود. این نام در برخی زبان‌ها مانند فرانسوی و آلمانی به شکل آریانه بکار می‌رود.
در آمریکا، نام آریانا در بین ۱۰۰ نام محبوب آمریکایی‌ها در دو دهه اخیر بوده است. در ایران نیز فراوانی نام آریانا، ۲۷۶۶۹ نفر است.

## افراد مشهور
- بهرام آریانا (۱۲۸۵-۱۳۶۴)، ارتشبد نیروی زمینی شاهنشاهی ایران
- آریانا هافینگتن (زادهٔ ۱۹۵۰)، نویسنده، روزنامه‌نگار و تحلیلگر سیاسی آمریکایی یونانی‌تبار
- آریانا ریچاردز (زادهٔ ۱۹۷۹)، بازیگر و نقاش آمریکایی
- آریانا سعید (زادهٔ ۱۹۸۵)، خواننده، آهنگساز و ترانه‌سرای افغانستانی
- آریانا اریگو (زادهٔ ۱۹۸۸)، شمشیرباز ایتالیایی
- آریانا کوکورس (زادهٔ ۱۹۸۹)، شناگر آمریکایی
- آریانا فونتانا (زادهٔ ۱۹۹۰)، اسکیت‌باز سرعت ایتالیایی
- آریانا وندرپول-والاس (زادهٔ ۱۹۹۰)، شناگر باهامایی
- آریانا دبوز (زادهٔ ۱۹۹۱)، بازیگر آمریکایی
- آریانا گرانده (زادهٔ ۱۹۹۳)، خواننده، ترانه‌نویس و بازیگر آمریکایی
- آریانا رمزی (زادهٔ ۲۰۰۰)، بازیکن راگبی ۷ نفره آمریکایی
- آریانا انجینیر (زادهٔ ۲۰۰۱)، بازیگر کانادایی با تبار ایرانی-اسکاتلندی
- آریانا گرینبلات (زادهٔ ۲۰۰۷)، بازیگر آمریکایی